# Думитру, Алина
Али́на Алекса́ндра Думи́тру (рум. Alina Alexandra Dumitru; род. 30 августа 1982, Бухарест) — румынская дзюдоистка, олимпийская чемпионка 2008 года, серебряный призёр Олимпийских игр 2012 года, трижды бронзовый призёр чемпионатов мира (2005, 2007 и 2010), восьмикратная чемпионка Европы (2004, 2005, 2006, 2007, 2008, 2010, 2011, 2012). Одна из самых титулованных спортсменок в истории чемпионатов Европы по дзюдо.
Выступает в наилегчайшей весовой категории до 48 кг.
На Олимпийских играх 2008 года Думитру в полуфинале сенсационно победила японку Рёко Тани, которая не знала поражений на протяжении 12 лет.

## Награды
- Орден «За спортивные заслуги» I степени (27 августа 2008 года)[3]